# JCB・MEP賞
JCB・MEP賞（ジェーシービー・メップしょう）は、かつて日本プロ野球・セントラル・リーグ公式試合を対象に行われていた表彰制度。MEPとはMost Exciting Playerの略。いわば「マン・オブ・ザ・マッチ」的な仕組みである。

## 歴史
1989年、セントラル・リーグのオフィシャルスポンサーとして日本のクレジットカード会社・JCBと契約を結び創設された。
セ・リーグの各公式戦全試合を対象として、その試合の公式記録員が最も印象に残った選手を勝利チームから1名ずつ選び出し、その選手に対して1ポイント、更に印象度の高い選手には更に1,3,5ポイントの付加得点を加算する。（セ・パ交流戦の期間中は同賞は実施しない）
セ・リーグの当該年度公式戦全試合終了後、それらのポイントを集計し参加各チーム（2005年は6チーム）の最多ポイント獲得選手1名に対し「優秀JCB・MEP賞」（賞金100万円）を贈呈し、更に全チームを通しての最多ポイント獲得選手1名には「最優秀JCB・MEP賞」として賞金500万円が贈呈された。
2008年春、セ・リーグは「セ・リーグファンフェスタ」をJCBをスポンサーに実施する事を決定したが、それに伴い、JCB・MEP賞は2007年限りで終了となった事が発表された。これにより、横浜ベイスターズは大洋時代(1989-92)含め、最優秀MEP賞獲得選手が存在しないこととなった。

## 歴代受賞者
| 年   | 中日     | 巨人           | 広島       | ヤクルト   | 阪神       | 横浜（大洋） |
| ---- | -------- | -------------- | ---------- | ---------- | ---------- | ------------ |
| 1989 | 西本聖   | 斎藤雅樹       | 川口和久   | 池山隆寛   | キーオ     | ポンセ       |
| 1990 | 落合博満 | 斎藤雅樹       | 佐々岡真司 | 池山隆寛   | 八木裕     | パチョレック |
| 1991 | 立浪和義 | 桑田真澄       | 佐々岡真司 | 西村龍次   | 葛西稔     | 野村弘樹     |
| 1992 | 立浪和義 | 駒田徳広       | 前田智徳   | ハウエル   | 仲田幸司   | シーツ       |
| 1993 | 今中慎二 | バーフィールド | ブラウン   | 古田敦也   | 新庄剛志   | 畠山準       |
| 1994 | 大豊泰昭 | 松井秀喜       | 野村謙二郎 | 岡林洋一   | 新庄剛志   | 斎藤隆       |
| 1995 | 今中慎二 | 斎藤雅樹       | 野村謙二郎 | オマリー   | グレン     | 駒田徳広     |
| 1996 | 山﨑武司 | 松井秀喜       | 金本知憲   | 吉井理人   | 川尻哲郎   | 斎藤隆       |
| 1997 | 山本昌   | 松井秀喜       | 前田智徳   | ホージー   | 桧山進次郎 | 駒田徳広     |
| 1998 | 山﨑武司 | 松井秀喜       | 前田智徳   | 川崎憲次郎 | 藪恵壹     | 佐々木主浩   |
| 1999 | 野口茂樹 | 上原浩治       | 佐々岡真司 | ペタジーニ | ジョンソン | ローズ       |
| 2000 | 立浪和義 | 松井秀喜       | 金本知憲   | 岩村明憲   | 新庄剛志   | 鈴木尚典     |
| 2001 | 野口茂樹 | 清原和博       | 黒田博樹   | 藤井秀悟   | 井川慶     | 小宮山悟     |
| 2002 | 川上憲伸 | 松井秀喜       | 新井貴浩   | 岩村明憲   | 濱中おさむ | 吉見祐治     |
| 2003 | 平井正史 | 高橋由伸       | 黒田博樹   | 石川雅規   | 矢野燿大   | 村田修一     |
| 2004 | 川上憲伸 | 阿部慎之助     | 嶋重宣     | 岩村明憲   | 金本知憲   | 多村仁       |
| 2005 | 福留孝介 | 阿部慎之助     | 新井貴浩   | 青木宣親   | 今岡誠     | 三浦大輔     |
| 2006 | 福留孝介 | 内海哲也       | 黒田博樹   | 岩村明憲   | 金本知憲   | 村田修一     |
| 2007 | ウッズ   | 内海哲也       | 栗原健太   | ラミレス   | 金本知憲   | 村田修一     |

- 太字は最優秀JCB・MEP賞、その他は優秀JCB・MEP賞